# 1522년

## 연호
- 명(明) 가정(嘉靖) 원년
- 일본(日本) 다이에이(大永) 2년
- 후 레 왕조(後黎朝) 꽝티에우(光紹) 7년 / 통응우옌(統元) 원년

## 기년
- 류큐(琉球) 쇼신왕(尚真王) 46년
- 명(明) 세종 가정제(世宗 嘉靖帝) 원년
- 조선(朝鮮) 중종(中宗) 17년
- 후 레 왕조(後黎朝) 소종(昭宗) 7년 / 공황(恭皇) 원년

## 사건
- 9월 7일 - 마젤란 원정대가 최초로 세계 일주하고 에스파냐로 돌아옴 (마젤란은 1521년에 사망)

## 탄생
- 2월 2일 - 이탈리아의 수학자 로도비코 페라리. (~1565년)
- 3월 10일 - 일본의 센고쿠 시대 무장 미요시 나가요시. (~1564년)
- 9월 4일 - 조선의 제14대 선조의 모친이자 덕흥대원군의 부인, 하동부대부인. (~1530년)
- 9월 17일 - 제233대 로마의 교황 교황 바오로 5세. (~1621년)

### 미상
- 조선 중기의 문신 이선. (~1586년)
- 명나라 후기의 승려 조주. (~1587년)